# Королева Гвендоліна
Гвендоліна (валл. Gwendolen), відповідно до дослідження Джефрі Монмутського, третя міфічна правителька Британії, легендарна британська королева.
Дочка воїна Коріна з Корнуолу, дружина другого міфічного короля Британії Локріна, у шлюбі Гвендоліна народила сина Мадана, якого Локрін відіслав до діда Коріна в Корнуол. Дочекавшись смерті Коріна, Локрін покинув королеву Гвендоліну та проголосив королевою Естрільду, яку довгі роки таємно кохав. Королева Гвендоліна забрала у Корнуолі армію та виступила проти Локріна. Під час битви біля ріки Стур Локріна було вбито.
Після цього Гвендоліна зайняла трон і правила королівством. Вона наказала убити Естрільду та її дочку Габрену. Після п'ятнадцяти років правління Гвендоліна зреклася трону на користь свого сина Мадана.